# Elseya
Genre
Elseya est un genre de tortue de la famille des Chelidae.

## Répartition
Les 15 espèces de ce genre se rencontrent en Australie et en Nouvelle-Guinée.

## Liste des espèces
Selon The Reptile Database (05 janvier 2025) :
- Elseya albagula Thomson, Georges & Limpus, 2006
- Elseya auramemoria Joseph-Ouni et al., 2022[3]
- Elseya branderhorsti (Ouwens, 1914)
- Elseya caelatus Joseph-Ouni & McCord, 2019[4]
  - Elseya caelatus ayamaru Joseph-Ouni & McCord, 2019
  - Elseya caelatus caelatus Joseph-Ouni & McCord, 2019
- Elseya dentata (Gray, 1863)
- Elseya eidolon Joseph-Ouni et al., 2022[3]
- Elseya flaviventralis Thomson & Georges, 2016[5]
- Elseya irwini Cann, 1997
- Elseya kalumburu Joseph-Ouni et al., 2022[6]
- Elseya lavarackorum (White & Archer, 1994)
- Elseya nabire Joseph-Ouni & McCord, 2022[7]
- Elseya novaeguineae (Meyer, 1874)
- Elseya papua Joseph-Ouni & McCord, 2022[7]
- Elseya rhodini Thomson et al., 2015[8]
- Elseya schultzei (Vogt, 1911)

Et quatre espèces éteintes :
- † Elseya camfieldensis Joseph-Ouni et al., 2024[9]
- † Elseya mudburra Joseph-Ouni et al., 2024[9]
- † Elseya nadibajagu Thomson & Mackness, 1999
- † Elseya uberrima (De Vis, 1897)

## Étymologie
Elseya a été nommé en l'honneur du naturaliste, chirurgien et explorateur anglais Joseph Ravenscroft Elsey, pour sa contribution sur le terrain durant la North Australian Exploring Expedition.

## Publication originale
- Gray, 1867 : Description of a new Australian tortoise (Elseya latisternum). Annals and Magazine of Natural History, sér. 3, vol. 20, p. 43-45 (texte intégral).